# Franz Gruber (Theologe)
Franz Josef Gruber (* 12. Juni 1960 in Vöcklabruck) ist ein österreichischer katholischer Dogmatiker.
Gruber ist seit 2001 Professor für Fundamentaltheologie und Dogmatik an der Katholischen Privat-Universität Linz. Von 2002 bis 2012 war er Chefredakteur der von den Professoren der Universität herausgegebenen Theologisch-praktischen Quartalschrift. Seit dem 1. Juli 2014 war er Rektor der KU Linz. Im Juni 2018 wurde er für eine bis 2021 dauernde Amtsperiode als Rektor der KU Linz wiedergewählt. Mit 1. Juli 2020 folgte ihm Christoph Niemand als Rektor nach.

## Werke
- Diskurs und Konsens im Prozeß theologischer Wahrheit. Tyrolia, Innsbruck 1993.
- Von Gott reden in geschichtsloser Zeit. Herder, Freiburg 1997.
- Im Haus des Lebens. Pustet, Regensburg 2002
- Das entzauberte Geschöpf. Grünewald, Mainz 2003.
- Erlösung heute, hg. gemeinsam mit R. Kögerler. Wagner, Linz 2005.
- Geistes-Gegenwart, hg. gemeinsam mit Christoph Niemand und Ferdinand Reisinger, Lang, Frankfurt 2009.
- Lieben. Pustet, Regensburg 2011.
- Im Dialog, hg. gemeinsam mit Ansgar Kreutzer. Herder, Freiburg 2013.
- Verstehen und Verdacht, hg. gemeinsam mit  A. Kreutzer und A. Telser. Grünewald, Ostfildern 2015.
- Habermas und die Religion, hg. gemeinsam mit Klaus Viertbauer. WBG, Darmstadt 2017.